# Gisors
Gisors je naselje in občina v severnem francoskem departmaju Eure regije Zgornja Normandija. Leta 2007 je naselje imelo 11.677 prebivalcev.

## Geografija
Kraj leži v pokrajini Normandiji ob reki Epte in njenih dveh pritokih, Troesne ter Réveillon, 53 km jugovzhodno od Rouena.

## Uprava
Gisors je sedež istoimenskega kantona, v katerega so poleg njegove vključene še občine Amécourt, Authevernes, Bazincourt-sur-Epte, Bernouville, Bézu-Saint-Éloi, Bouchevilliers, Dangu, Guerny, Hébécourt, Mainneville, Martagny, Mesnil-sous-Vienne, Neaufles-Saint-Martin, Noyers, Saint-Denis-le-Ferment, Sancourt in Vesly s 17.860 prebivalci.
Kanton Gisors je sestavni del okrožja Les Andelys.

## Zanimivosti
- trdnjava Château de Gisors iz konca 11. stoletja,
- gotsko-renesančni Kolegial sv. Gervazija in Protazija iz 12. do 16.stoletja,
- kapela sv. Luke, ostalina nekdanje kolonije gobavcev.